# Richtlinie 90/314/EWG (Pauschalreiserichtlinie)
Die Richtlinie 90/314/EWG des Rates vom 13. Juni 1990 über Pauschalreisen, kurz EU-Pauschalreiserichtlinie, schrieb vor, dass jeder Reiseveranstalter Zahlungen von Kunden für eine Pauschalreise gegen seine Zahlungsunfähigkeit oder Insolvenz durch Reisesicherungsschein absichern musste.
Die Pauschalreiserichtlinie wurde durch die Richtlinie (EU) 2015/2302 vom 25. November 2015 ersetzt und zum 1. Juli 2018 aufgehoben.

## Inhalt
Ein Reiseveranstalter/Reisevermittler durfte Vorauszahlungen oder Anzahlungen auf den Reisepreis erst dann entgegennehmen, wenn er dem Reisenden zuvor einen Reisesicherungsschein ausgehändigt hatte. Dieses Dokument bestätigte in Form einer Anzahlungsbürgschaft von einem Kreditinstitut oder einem Versicherer, dass eine solche Sicherung abgeschlossen wurde. Es galt auch bei Buchung einer Last-Minute-Reise. Im Ferienhaustourismus sah der Gesetzgeber außerdem auch bei nur einer Reiseleistung (Ferienhaus) den Status eines Reiseveranstalters als gegeben an. Auch Reisevermittler, die zwischen Reisendem und Eigentümer des Ferienhauses „vermitteln“, mussten sich gegen Insolvenz versichern. Eine so genannte „Inkassovollmacht“ gab es nicht, es sei denn, es wurde ein Sicherungsschein gegen Zahlung ausgegeben.